# FOR YOU 抱擁
『FOR YOU 抱擁』（フォー・ユーほうよう）は、近藤真彦の10枚目のオリジナル・アルバム。1987年11月26日に発売された。発売元はCBS・ソニー。

## 概要
『DREAM』より1年ぶりのオリジナル・アルバム。
同年レコード・デビューしたFENCE OF DEFENSEが参加している。
『DREAM』に続き、本作も女性の作詞家より詞が提供された。
同年9月発売シングル「泣いてみりゃいいじゃん」のカップリング曲「Just Walking Under Moonlight」がバージョン違いで収録されている。

## 収録曲
作曲・編曲：Mark Davis（特記以外）西村麻聡（1.4.7）
1. Nightless Girl
  - 作詞：柳川英已
  - 1989年発売シングル「夕焼けの歌」のカップリング曲としてリカットされた。
2. 川の流れのように
  - 作詞：五輪真弓
3. 名もない恋人
  - 作詞：滋田美佳世
4. Inside Love
  - 作詞：FENCE OF DEFENSE
5. A Hard Days Night
  - 作詞：FENCE OF DEFENSE
6. 黄金のシルク
  - 作詞：大原まり子
7. Just Walking Under Moonlight
  - 作詞：柳川英巳
  - ※表記は無いがアルバム・ヴァージョンで収録。
8. 君がすべて
  - 作詞：五輪真弓
9. X'masにはダンスを
  - 作詞：原由子